# Kenta Kobashi
Kenta Kobashi (jap. 小橋 建太 Kobashi Kenta; * 27. März 1967 in Fukuchiyama) ist ein ehemaliger japanischer Wrestler. Sein größter Erfolg war der dreifache Erhalt des AJPW Triple Crown World Heavyweight Champion Titels sowie der einmalige Erhalt des GHC Heavyweight Champion Titels, welche die höchsten Titel von zwei der drei großen japanischen Wrestlingligen darstellen.
Mit 21 Fünf-Sterne-Bewertungen durch Wrestlingjournalist Dave Meltzer hält er den Rekord für die meisten Ratings dieser Kategorie und gilt als einer der technisch besten Akteure überhaupt.

## Karriere

### All Japan Pro Wrestling
Nachdem Kobashi in seiner Jugend Rugby, Judo und Bodybuilding ausgeübt hatte, bewarb er sich 1987 erfolgreich für den Dōjō von All Japan Pro Wrestling. Sein erstes Wrestlingmatch für die Liga bestritt er schließlich am 26. Februar 1988 gegen Motoshi Okuma, welchen er, ebenso wie die ersten 62 darauffolgenden verlieren sollte. 1989 wurde er Mitsuharu Misawa und dessen Stable in einer Fehde gegen Jumbo Tsuruta zur Seite gestellt. Als Neuling traf er zu diesem Zeitpunkt erstmals auf die etablierten Wrestler Misawa und Toshiaki Kawada, denen er später in seiner Karriere mehrfach begegnen sollte.
Als Misawa 1993 gegen seinen ehemaligen Partner Kawada fehdete, wurde Kobashi sein neuer regelmäßiger Tag-Team-Partner. Nachdem Kobashi im Mai des Jahres bereits einen Sieg gegen den zweimaligen AJPW Triple Crown Champion Terry Gordy erringen durfte, war der 3. Dezember schließlich der erste vorläufige Höhepunkt seiner Karriere: Im Finale der Real World Tag League ließ man ihn zusammen mit Misawa die Legenden Giant Baba und Stan Hansen besiegen, wodurch sie sowohl den Turniersieg, als auch den AJPW World Tag Team Championship erhielten. Selbiges wiederholte sich ein Jahr später.
Im September 1994 buchte man Kobashi erstmals in einem Match um den höchsten Titel der Liga, den Triple Crown Championship Titel, sollte den Titel aber noch nicht erhalten. Im Juni nahm Kawada mit seinem Partner Akira Taue, Kobashi und Misawa die Tag Team Championship ab. Ein halbes Jahr später wurde Kobashi der unerfahrene Jun Akiyama als neuer fester Tag-Team-Partner zugewiesen. Das Team musste vier Jahre auf seinen ersten gemeinsamen Titel warten.
Im Juli 1996 erreichte er schließlich seinen bis dahin größten Erfolg: Mit einem Sieg über Akira Taue erhielt er erstmals den AJPW Triple Crown Championship Titel. Er hielt den Titel ein knappes halbes Jahr, bis er ihn an Mitsuharu Misawa abgeben musste. Mit seinem neuen Partner Johnny Ace bekam Kobashi im gleichen Monat seine zweite Tag Team Championship, die er nach fast vier Monaten, wie schon die erste, an Kawada und Taue verlor. Zwischenzeitlich hatte Kawada auch den Triple Crown Champion Titel erhalten, doch nach nur einem Monat bekam Kobashi diesen zurück. Im Oktober musste Kobashi schließlich seine Triple Crown Championship erneut abgeben, diesmal an Misawa. Nachdem Kobashi im Oktober 1998 nun auch mit Jun Akiyama die Real World Tag League gewinnen durfte, begann er ein Fehdenprogramm mit Vader, während welchem Vader die Triple Crown Championship bekam, die er schließlich im Februar 2000 an Kobashi abgeben musste und dieser seine dritte Regentschaft antrat.

### Pro Wrestling NOAH
Da der Besitzer der AJPW, Giant Baba, im Januar 1999 verstarb, war Mitsuharu Misawa nun verantwortlich für die Leitung der Liga. Babas Witwe Motoko hatte jedoch andere Ansichten über die zukünftige Ausrichtung von All Japan als Misawa, sodass der mehrfache Triple Crown Champion die Liga verließ und seine eigene Promotion Pro Wrestling NOAH gründete. Viele Wrestler der AJPW wechselten sofort zu NOAH, so auch Kenta Kobashi. Im Januar 2001 jedoch war es Kobashi, der bereits seit einigen Jahren schwere Knieprobleme hatte, wegen dieser nicht mehr möglich, in den Ring zu steigen, sodass er eine 13-monatige Pause einlegen und sich mehrfach operieren lassen musste.
In Kobashis erstem Match nach seiner Rückkehr, bei dem er an der Seite von Misawa gegen Akiyama und Yuji Nagata antrat, gaben seine Knie erneut nach. Kobashi musste weitere fünf Monate aussetzen. Es folgte eine unerwartet erfolgreiche Rückkehr – der nunmehr 36-jährige Kobashi erhielt im März 2003 mit der GHC Heavyweight Championship den höchsten Titel der Liga und behielt sie für ganze zwei Jahre. Erst im März 2005 erlaubte man Takeshi Rikio, ihm den Titel abzunehmen.
2005 verließ Kenta Kobashi erstmals sein Heimatland, um in anderen Ländern in den Ring zu steigen. Zunächst trat er für Ring of Honor sowie für wXw in Essen an.
Im Juni 2006 wurde bei Kenta Kobashi ein Tumor in der Niere entdeckt, welcher aber entfernt werden konnte und sich nicht auf andere Organe ausbreitete. Am 6. Oktober 2007 verkündete Kenta Kobashi, dass er sich wieder in einem regulären Training befindet und bereits am 2. Dezember des Jahres gab er sein Ring-Comeback bei Pro Wrestling NOAH in einem Tag Team-Match, wo er zusammen mit Yoshihiro Takayama gegen Mitsuharu Misawa und Jun Akiyama antrat. Daraufhin trat er weiterhin für Pro Wrestling NOAH an und stieg im Juni 2008 erneut in Deutschland bei der wXw in Oberhausen in den Ring. Er gewann am 8. Juni 2009 die GHC Hardcore Championship. Von Juli 2009 bis Dezember 2012 war er Vizepräsident der Promotion, nachdem Mitsuharu Misawa nach einem Match im Juni 2009 in Hiroshima verstarb.
Am 4. Dezember 2012 gab Pro Wrestling NOAH bekannt, dass Kobashi aus der Liga entlassen wurde. Als Begründung wurde seine hohen Gehaltsforderungen genannt, die die Liga nicht tragen könne, da diese sich in finanziellen Schwierigkeiten befinde. Kobashi hatte schon vorher keine Matches mehr bestreiten können, da er seit Februar 2012 an verschiedenen Beinverletzungen litt. Am 9. Dezember 2012 gab er bei The Great Voyage in Ryogoku Vol. 2 in Tokio seinen Rücktritt bekannt. Dabei drückte er auch die Absicht aus, ein letztes Match zu bestreiten. Mit diesem Kompromiss soll erzielt werden, dass Kobashi kein unrühmliches Karriereende erhalten solle und zeitgleich das Gesicht von Pro Wrestling NOAH bewahrt werden würde. Aus Solidarität zu Kobashi beendeten auch die Wrestler Jun Akiyama, Go Shiozaki, Yoshinobu Kanemaru, Kotaro Suzuki und Atsushi Aoki zum 31. Dezember 2012 ihr Engagement bei NOAH.
Kobashi bestritt sein letztes Match, ein 8-Man Tag Team-Match, am 11. Mai 2013 im Rahmen der Veranstaltung NOAH Final Burning In Budokan.

### Erfolge
- All Japan Pro Wrestling

- 3× AJPW Triple Crown Heavyweight Champion
- 6× AJPW World Tag-Team Champion (je 2× mit Mitsuharu Misawa, Johnny Ace und Jun Akiyama)
- 4× All Asia Tag-Team Champion (2× mit Johnny Ace, je 1× mit Mitsuharu Misawa und Tsuyoshi Kikuchi)

- Pro Wrestling NOAH

- 1× GHC Heavyweight Champion
- 2× GHC Tag Team Champion (mit Tamon Honda)
- 1× GHC Openweight Hardcore Champion